# 李继硕
李继硕（1920年—2006年），男，吉林榆树人，中国神经解剖学家、医学教育家，曾任中国人民解放军第四军医大学教授、博士生导师。